# 고모항
고모항은 경상남도 남해군 이동면 초음리 고모마을 인근에 있는 어항이다. 2002년 8월 6일 어촌정주어항으로 지정하여 관리하고 있다. 시설관리자는 남해군수이다.

## 어항 연혁
- 예부터 마을앞 바다에 꼬막이 많아 꼬막개라고도 하였으며, 마을뒤에 있는산이 도우산 이라고 불리고 마을지형이 송아지형으로 송아지가 뒤에 있는 어미소를 돌아본다는 의미에서 고모(顧母)라 유래되었다.

## 어항 시설
- 선착장 L=86m, B=5.0m

## 주요 어종
- 패각류, 전어, 장어, 주꾸미 등